# Georg Hohermuth

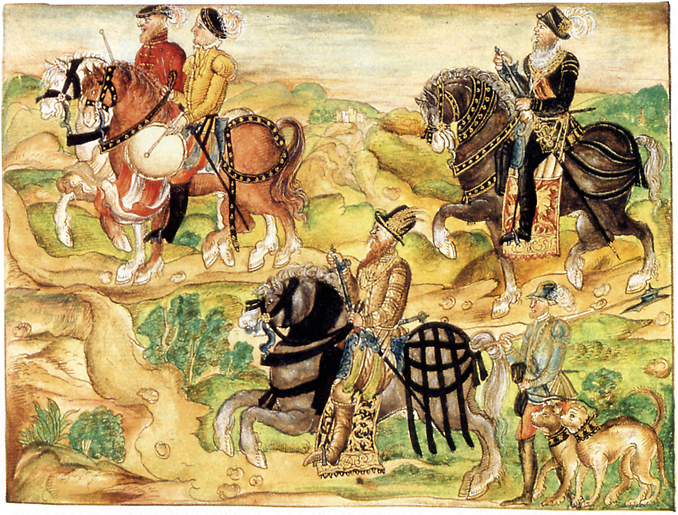
Rycina przedstawiająca Georga Hohermutha (po prawej) podczas wyprawy na poszukiwanie Eldorado

Georg Hohermuth (ur. 1500 w Spirze, zm. 11 czerwca 1540 w Coro, Wenezuela) – niemiecki konkwistador, gubernator Wenezueli od roku 1534, odkrywca rzeki Meta.
Georg Hohermuth był następcą gubernatora Ambrosiusa Ehingera. W roku 1535, 12 maja zorganizował wyprawę na poszukiwanie Eldorado. Wraz z 400 żołnierzami z miejscowości Coro przedarł się przez góry nadbrzeżne i kierował się wzdłuż podnóża Kordyliery Wschodniej, przeprawiając się przez wiele dopływów rzeki Orinoko. Wyprawa dotarła do rzeki Meta, a następnie zmieniono jej kierunek. W 1537 roku, ok. 1000 km od Coro, ekspedycja stoczyła walkę z Indianami. 27 marca 1538 roku Georg Hohermuth powrócił do Coro, gdzie w 1540 roku zmarł.

## Literatura
- Konrad Haebler, Die überseeischen Unternehmungen der Welser und ihrer Gesellschafter, Leipzig 1903
- Burkhard Schröder, Die Konquistadoren – Feldzug des Georg Hohermuth von Speyer durch Venezuela 1534 – 1540; Verlag Rowohlt ISBN 3-499-22754-1